# Muralla de Pedraza

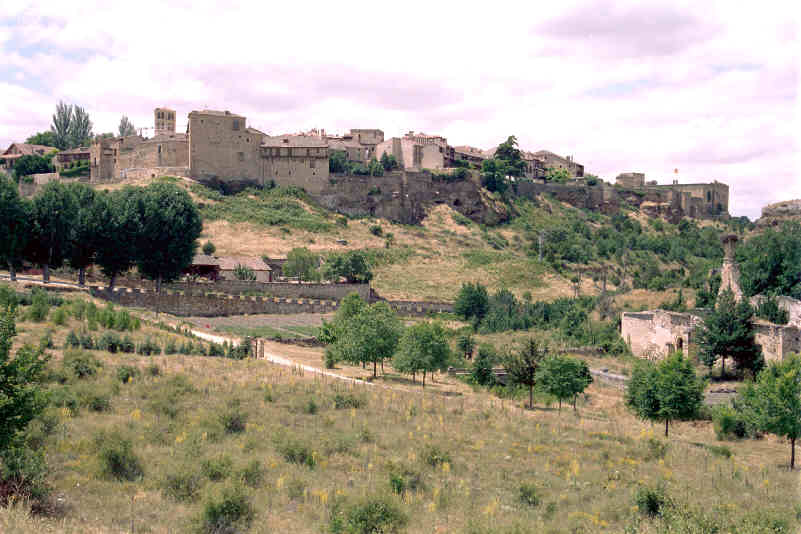
Vista de la muralla

La muralla de Pedraza fue una construcción militar ubicada en el municipio segoviano de Pedraza (Castilla y León).
Fue construida en el siglo XI, y en la actualidad apenas se conserva un lienzo de muro, junto a la puerta de la Villa, único acceso al recinto. Su deterioro fue temprano, y ya en el siglo XVII el Ayuntamiento de Pedraza autorizó a los propietarios de los inmuebles colindantes a los muros, la eliminación del paseo de ronda para ampliar sus propiedades. 